# Globba holttumii
Globba holttumii är en enhjärtbladig växtart som beskrevs av S.N.Lim. Globba holttumii ingår i släktet Globba och familjen Zingiberaceae.

## Underarter
Arten delas in i följande underarter:
- G. h. aurea
- G. h. holttumii